# 線控飛機

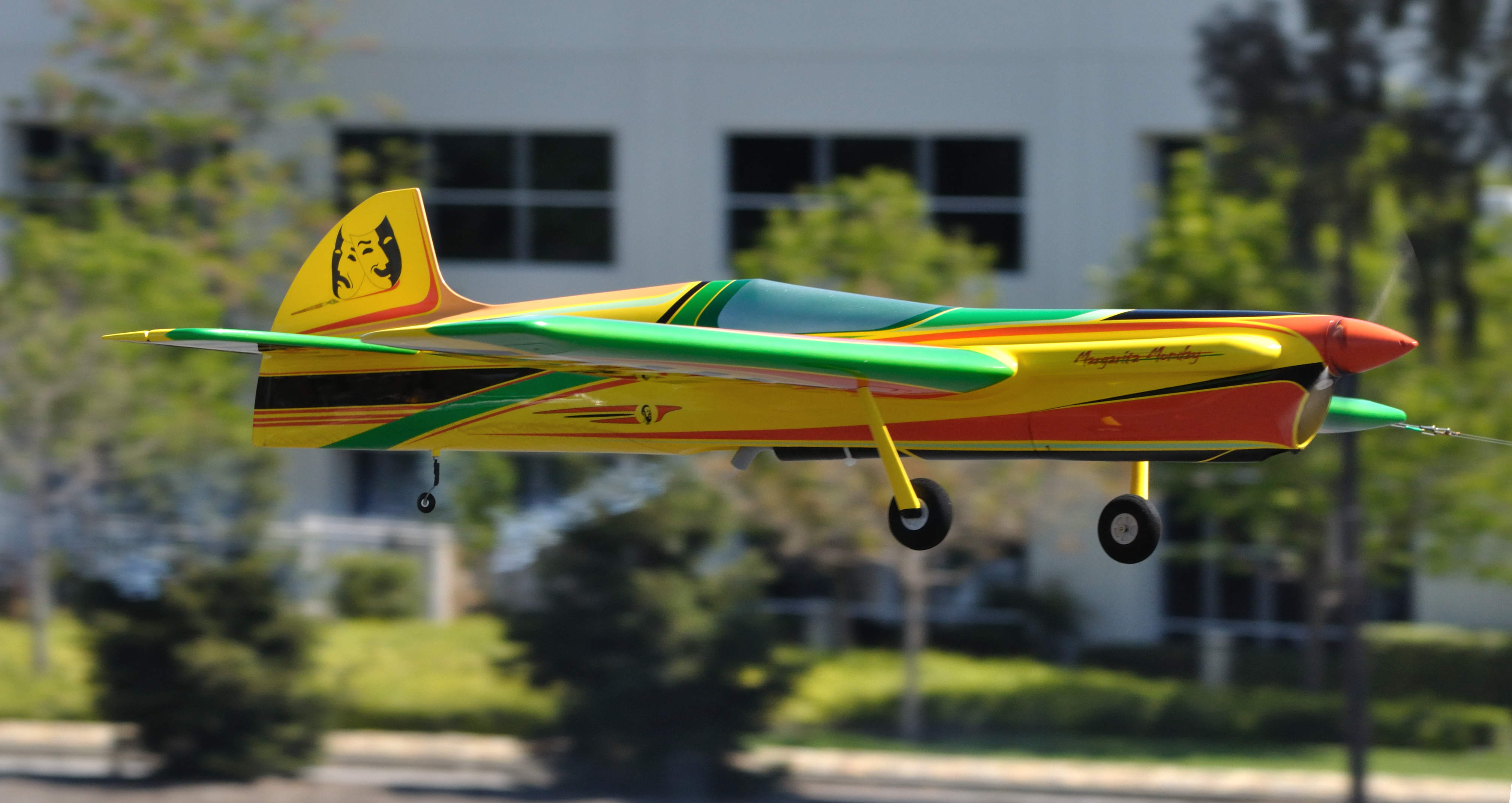
線控飛機

線控 (有時被稱為U-控) 是一種簡單輕巧控制模型飛機的方式。操控者使用把手，經由兩條線來控制模型飛機的升降舵。此一方法能夠操控飛機在俯仰方向上的動作。飛機的飛行則巧妙的經由控線控制在一個半球面上飛行。控線通常是單股線，或是多股線，線的粗細介於0.008英吋(0.2公厘)至0.021英吋(0.53公厘)。有時候會使用第三條線來控制引擎的節流閥，也有使用更多的線來控制其他動作的可能。有時候會藉由控線來傳遞電子訊號以控制一些像真模型上的動作，如收放飛機起落架，或是襟翼的控制。大部分的線控飛機動力來源使用傳統模型飛機上會看到的動力系統，如引擎、馬達。但也有使用無動力的線控飛機，操控方式類似於風箏。